# Glavina Gornja
Glavina Gornja je naselje u sastavu Grada Imotskog, u Splitsko-dalmatinskoj županiji.

## Stanovništvo
Prema popisu iz 2011. naselje je imalo 283 stanovnika.
| broj stanovnika |       |       |       |       |       |       |       |       | 414   | 429   | 442   | 275   | 274   | 271   | 234   | 283   | 302   |
|                 | 1857. | 1869. | 1880. | 1890. | 1900. | 1910. | 1921. | 1931. | 1948. | 1953. | 1961. | 1971. | 1981. | 1991. | 2001. | 2011. | 2021. |

## Spomenici i znamenitosti
- Arheološko nalazište Vrdol, sjeverno od zaseoka Vrdol, nastalo od 2500. pr. Kr. do 1000. pr. Kr., veća skupina prapovijesnih gomila
- Ruralna cjelina Medvidovići, 30-ak kuća, sagrađenih najvjerojatnije tijekom 19. i 20. stoljeća. Iako je naselje većim dijelom zapušteno, sačuvalo je prostorni raspored i organizaciju kao i većinu arhitektonskih elemenata građevina
- Arheološko nalazište Braćova glavica, nastalo od 2300. pr. Kr. do 1700. godine, u 2 faze razvoja. Prvu fazu predstavljaju dva prapovijesna tumula (gomile) koje je moguće ga datirati u brončano i željezno doba. U kasnom srednjem vijeku oko gomila formira se nekropola s nadgrobnim križinama i učelcima.
- Arheološko nalazište Mala (Ukradenova) gradina, nastalo od 2300. pr. Kr. do 1700. godine, u 2 faze razvoja. Prvu fazu predstavlja prapovijesna gradina smještena na vrhu brda. U kasnom srednjem vijeku oko gomila formira se nekropola s nadgrobnim križinama. Do danas je sačuvan jedan grob s križinom te nekoliko grobova bez oznake.